# Zygaena brizae
Zygaena brizae là một loài bướm đêm thuộc họ Zygaenidae. Nó phân bố ở châu Âu và Gruzia.

## Phân loài
- Zygaena brizae brizae
- Zygaena brizae araratensis Reiss, 1935
- Zygaena brizae burssensis Reiss, 1928
- Zygaena brizae corycia Staudinger, 1871
- Zygaena brizae drvarica Rauch, 1977
- Zygaena brizae lycaonica Reiss, 1935
- Zygaena brizae ochrida Holik, 1937
- Zygaena brizae staudingeriana Reiss, 1932
- Zygaena brizae tbilisica Reiss & Reiss, 1973
- Zygaena brizae trikalica Reiss, 1977
- Zygaena brizae tsibilisica G. & H. Reiss, 1973
- Zygaena brizae vesubiana Le Charles, 1933

## Sinh học
Ấu trùng ăn loài kế đồng.